# Alberto Savinio
Andrea Francesco Alberto de Chirico, dit Alberto Savinio à partir de 1914 (Athènes, 25 août 1891 - Rome, 5 mai 1952), est un écrivain, un peintre et un compositeur italien, et le frère cadet de Giorgio De Chirico. Il est un représentant de la troisième génération de la Ligne lombarde.

## Biographie
Alberto Savinio est l'un des inspirateurs du mouvement surréaliste, notamment avec le texte dramatique Les Chants de la mi-mort 1914, cité dans l'Anthologie de l'humour noir  d'André Breton (1940), où l'auteur ne manque pas de souligner l'importance des frères de Chirico pour le surréalisme : 
« Tout le mythe moderne encore en formation s'appuie à son origine sur les deux œuvres dans leur esprit presque indiscernables, d'Alberto Savinio et de son frère Giorgio de Chirico. »
Il est également connu comme dramaturge et comme traducteur.

## Œuvres
Romans et essais
- Hermaphrodito (1918)
- La casa ispirata (1920)
- Angelica o la notte di maggio (1927)
- Capitano Ulisse (1934)
- Tragedia dell'infanzia (1937)
- Achille innamorato (Gradus ad Parnassum) (1938)
- Dico a te, Clio (1940)
- Infanzia di Nivasio Dolcemare (1941)
- Narrate, uomini, la vostra storia (1942)
- Casa "La Vita" (1943)
- Luciano di Samosata: Dialoghi e saggi (1944)
- Ascolto il tuo cuore, città (1944)
- La nostra anima (1944)
- Sorte dell'Europa (1945)
- Introduction à une vie de Mercure (1945)
- Souvenirs (1945)
- I miei genitori, disegni e storie di Alberto Savinio (1945)
- Tutta la vita (1945)
- L'angolino (1950)
- Scatola sonora (1955)
- Vita dei fantasmi (1962)
- Nuova enciclopedia (1977)
- Torre di guardia (1977)
- Il signor Dido (1978)
- Vita di Enrico Ibsen (1979)
- Il sogno meccanico (1981)
- Palchetti romani (1982)
- Capri (1988)
- La nascita di Venere (2007)

Éditions en français
- Toute la vie, Gallimard (1975) et Folio (1993)
- Maupassant et l'"Autre", Gallimard (1977)
- Hommes, racontez-vous, Gallimard (1978)
- Encyclopédie nouvelle, Gallimard (1980)
- Ville, j'écoute ton cœur, Gallimard (1982)
- Monsieur Dido, Flammarion (1983)
- Angélique ou la nuit de mai, Arcane 17 (1985)
- Hermaphrodito, Fayard (1987)
- Enfance de Nivasio Dolcemare, Gallimard (1989)
- La boîte à musique, Fayard (1989)
- Destin de l'Europe, Christian Bourgois (1990)
- Les rejets électifs, Le Promeneur (1990)
- Vie des fantômes, Flammarion (1992)
- Intensité dramatique de Leopardi (L’)  (trad. Philippe Di Meo), Paris, Allia, 1996, 64 p. (ISBN 2-911188-28-8 (édité erroné), BNF 35842170)
- Dix procès  (trad. Monique Baccelli), Paris, Allia, 2001, 64 p. (ISBN 2844850545)

Peinture
- La Fidèle Épouse, 1929, huile sur toile, 81 × 65 cm, galerie Scudo, Vérone[1]
- Museo d'arte moderna e contemporanea di Trento e Rovereto[2]:
  - Ulysse et Polyphème, 1929, huile sur toile, 65 × 91 cm.
  - I Re Magi, 1929, aluminium et bois, 89 × 118 cm.
  - Gomorra, 1929, 59 × 72 cm.

- Annonciation, 1932, huile sur toile, 99 x 75 cm, musée Boschi di Stefano, Milan[3].